# Sekundærrute 473
De Sekundærrute 473 is een secundaire weg in Denemarken. De weg loopt van Sønder Omme via Filskov naar Smidstrup. De Sekundærrute 473 loopt door Zuid-Denemarken en is ongeveer 26 kilometer lang.